# Notiosciadium pampicola
Notiosciadium pampicola là một loài thực vật có hoa trong họ Hoa tán. Loài này được Speg. mô tả khoa học đầu tiên.